# Nacionalisme seraiki

Moviment Nacional Seraiki

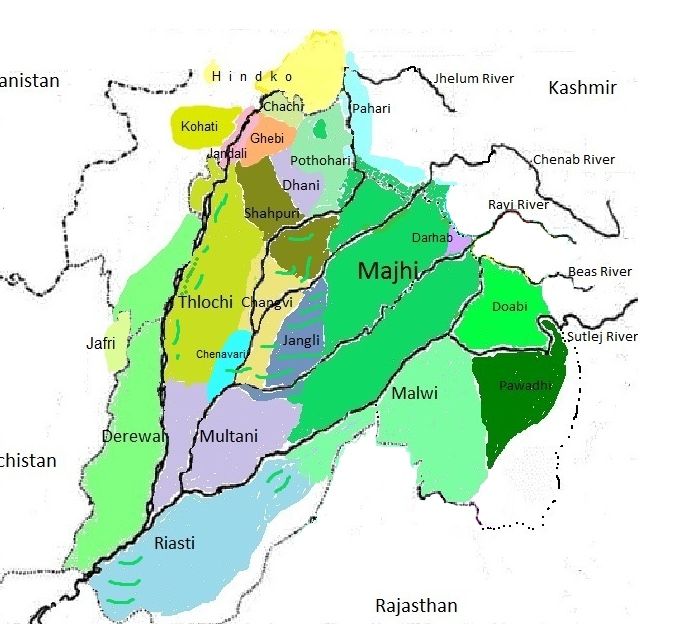
Dialectes del Panjab

El nacionalisme seraiki és el moviment nacional del poble seraiki, un poble minoritari del Panjab pakistanès. La nació seraiki és formada per uns vint-i-cinc milions de persones, i formen la majoria ètnica al sud de la província del Panjab, a l'antic estat principesc de Bahawalpur. El nacionalisme seraiki no es va manifestar fins als anys setanta però a nivells molts limitats. Als anys noranta els serveis secrets indis van començar a donar suport al moviment nacionalista i a finals de 1993 una Conferencia Internacional Seraiki es va celebrar a Delhi.
El principal partit autonomista Seraiki fou el Partit Seraiki del Pakistan (Pakistan Saraiki Party), dirigit per Taj Mohammed Langah, que reclamava una autonomia completa, i que el 1998 va ser uns dels membres constituents del Moviment de les Nacionalitats Oprimides del Pakistan (Pakistan Oppressed Nationalities Movement PONM).
Al segle XXI el partit principal va esdevenir el Moviment Nacional Seraiki (Seraiki Qaumi Movement o Seraiki National Movement). La bandera del partit fa funcions de bandera de la nació. El color vermell és per la revolució; el groc per la pobresa, la gana i les privacions; i el verd per l'esperança en el futur.